# Хойновский, Бронислав Адамович
Бронислав Адамович Хойновский (1836—1870) — медик Российской империи; врач-дерматолог, экстраординарный профессор госпитальной терапевтической клиники при Варшавском университете; доктор медицины.

## Биография
Бронислав Хойновский родился 3 (15) мая 1836 года близ города Златополь Киевской губернии. По окончании курса сперва в Златопольском уездном училище, а затем в Белоцерковской гимназии, Хойновский в 1853 году поступил на медицинский факультет Императорского университета Святого Владимира и в 1858 году окончил курс со степенью лекаря.
Как выдающийся по способностям воспитанник, Хойновский был оставлен ассистентом терапевтической клиники при альма-матер и избранный с 1860 года секретарем общества киевских врачей, Хойновский 4 июня 1863 года удостоился степени доктора медицины после блестящей защиты диссертации: «О суточном колебании температуры человеческого тела в состоянии здоровья и болезни».
Отправленный в том же году за границу, Бронислав Адамович Хойновский, по возвращении в Российскую империю, в 1865 году был назначен приват-доцентом Варшавской главной школы, в 1867 году — адъюнкт-профессором по кафедре патологии и терапии и, по открытии в Варшаве университета, экстраординарным профессором этого университета и терапевтической клиники при нём.
Б. А. Хойновский считался одним из самых талантливых молодых преподавателей в медицинском факультете и одним из выдающихся его представителей, но неожиданная смерть от тифа, которым он заразился на работе, прервала его деятельность на 34 году жизни. Бронислав Адамович Хойновский умер 6 (18) апреля 1870 года в городе Варшаве и был погребён в Старых Повонзках.
Кроме упомянутой диссертации Хойновский написал следующие труды: «Об эксудате молочного вида», «Взгляд на источники животной теплоты», «Холерный грибок» и клинические отчеты за 1859—1861 гг., напечатанные в «Известиях Киевского университета».